# Slag bij Satala

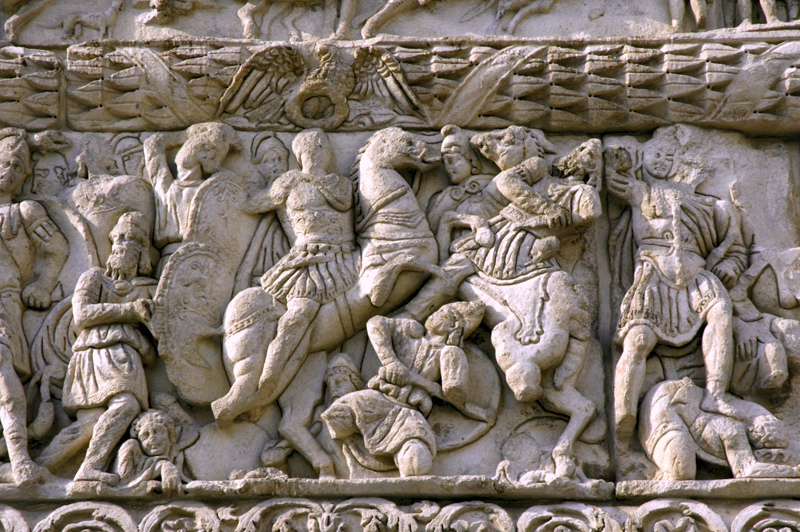
Detail op de Boog van Galerius. De overwinning op Narses.

De Slag bij Satala vond plaats in 298 in het koninkrijk Armenië en was een veldslag in de Romeins-Sassanidische Oorlogen. De Romeinen werden aangevoerd door Galerius en de Sassaniden werden geleid door sjah Narses. De strijd was een klinkende overwinning voor het Romeinse leger. De exacte locatie van het gevecht is niet gekend, vermoedelijk in de regio Tayk, ten oosten van Erzerum.

## Achtergrond
Narses maakte van de opstand in Egypte in 295-296 gebruik om Armenië binnen te vallen, daarna viel hij het zuiden van het Romeinse Mesopotamië binnen, waar hij Galerius een zware nederlaag toebracht. In de lente van 298 versterkte Galerius zijn troepen met soldaten uit Illyricum. Narses trok zijn leger terug naar Armenië. 

## De slag
Het ruige Armeense terrein was gunstig voor het Romeinse leger, voornamelijk infanterie, maar was ongunstig voor cavalerieoperaties, waarin het Sassanidische leger uitblonk. Galerius kreeg steun van koning Tiridates III van Armenië en de lokale bevolking. Er werden twee veldslagen geleverd.
Tijdens de tweede slag, de Slag om Satala, namen de Romeinse troepen het kamp van Narses, zijn schatkist, zijn harem en zijn vrouw in beslag. Gedetailleerde beschrijvingen van de veldslag zijn er niet, maar de bronnen geven ondubbelzinnig aan dat het Perzische leger totaal onvoorbereid was. Vermoedelijk stelde de actieve hulp van de lokale Armeense bevolking de Romeinen in staat om de Perzen te naderen en hen te vangen zonder te zijn opgemerkt. 
Gewond kon Narses ternauwernood vluchten. De buit van de overwinnaars was zo groot dat het transport terug naar het Romeinse grondgebied een logistieke uitdaging vormde. De vrouw van Narses werd meegenomen naar Daphne, een voorstad van Antiochië. Galerius zette zijn strijd voort tot aan de Tigris en veroverde de hoofdstad Ctesiphon. Nadat hij de ruïnes van Babylon had bekeken, keerden Galerius en zijn zegevierende leger terug naar het Romeinse grondgebied via de Eufraat.

## Nasleep
Galerius sloot met Narses de Vrede van Nisibis, die zeer voordelig was voor Rome. Hiermee eindigde de Romeins-Sassanidische oorlog, Tiridates kreeg zijn troon in Armenië terug, en het Georgische Koninkrijk Iberië werd een vazalstaat van de Romeinen. Rome verkreeg een deel van Boven-Mesopotamië dat zich voorbij de Tigris uitstrekte. Er heerste vrede voor enkele decennia tussen beide rijken tot Sjapoer II de vrede verbrak.